# Bombay (waterschap)
Bombay is een voormalig waterschap in de provincie Groningen.
Het waterschap lag ter weerszijden van de Doezumertocht. De molen sloeg uit op deze watergang. Om de beide delen met elkaar te verbinden, werd gebruikgemaakt van een onderleider. De noordgrens van het waterschap kwam ongeveer overeen met de zuidgrens van de Van der Veenpolder en de weg Meeden in Lutjegast. De oostgrens was de wegen De Wieren, Lutjegasterweg en Duisterburen en de zuidgrens liep vanaf de bocht in deze laatste weg wat grillig tot de Friese grens. De westgrens kwam overeen met deze grens.
Het onderhoud van Doezumertocht, het kanaaltje waarop het waterschap loosde, was in onderhoud bij het waterschap Doezum en Opende. De ingelanden moesten aan beide schappen betalen.
Waterstaatkundig gezien ligt het gebied sinds 2000 binnen dat van het wetterskip Fryslân.

## Polder van F.I. Wijma
C.C. Geertsema vermeldt in zijn standaardwerk De zeeweringen, waterschappen en polders in de provincie Groningen dat bij het oprichten van het waterschap,  de vergunning tot het oprichten van een waterschap aan F.I. Wijnia, groot 23 ha (feitelijk: F.I. Wijma) werd ingetrokken, plus nog die van een naamloos poldertje (feitelijk de Polder van Hazenberg, groot 8 ha) in het zuiden van Bombay.

## Trivia
- Het dorpje Uithorn dat pal ten westen van de molen is gelegen, heeft tegenwoordig de naam De Bombay, vanwege de tot de verbeelding sprekende naam van de molen. De molen was bekender dan het plaatsje. Iets vergelijkbaars gebeurde bij Electra.